# The Peel Sessions (EP)
The Peel Sessions é um EP da banda de rock inglesa The Smiths. O EP, lançado em 1988, foi gravado em 18 de maio de 1983, para o programa do Disc jockey da BBC Radio 1, John Peel, que foi posteriormente transmitido em 31 de maio de 1983. Todos, exceto "Miserable Lie", já foram incluídos no álbum de 1984, Hatful of Hollow.

## Músicas
1. "What Difference Does It Make?" – 3:12
2. "Miserable Lie" – 4:38
3. "Reel Around the Fountain" – 5:51
4. "Handsome Devil" – 2:46

## Formação
- Morrissey - Vocal
- Andy Rourke - Baixo
- Mike Joyce - Bateria
- Johnny Marr - Guitarra

## Recepção
| Críticas profissionais        | Críticas profissionais |
| Avaliações da crítica         | Avaliações da crítica  |
| Fonte                         | Avaliação              |
| ----------------------------- | ---------------------- |
| Allmusic                      | [ 2 ]                  |
| Encyclopedia of Popular Music | [ 3 ]                  |

## Versãobootleg
Também existe a versão bootleg do EP, chamada Peel Sessions. Um Bootleg é quando uma gravação é lançada não oficialmente sem autorização dos autores.

### Músicas

#### Lado A
1. Is It Really So Strange?
2. Rusholme Ruffians
3. This Charming Man
4. Reel Around The Fountain
5. Back To The Old House
6. How Soon Is Now?
7. London
8. What Difference Does It Make?

#### Lado B
1. Half A Person
2. Still Ill
3. William, It Was Really Nothing
4. Handsome Devil
5. Sweet and Tender Hooligan
6. This Night Has Opened My Eyes
7. Miserable Lie